# Indiaca

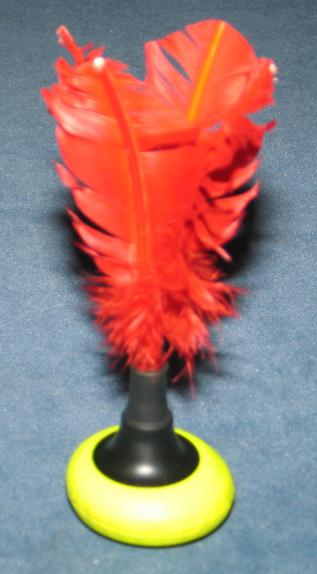
En fjäderboll för indiaca

Indiaca är en tysk lagsport som stammar från Sydamerika. Indiaca spelas med en slags fjäderboll. Matcherna avgörs på en plan med två planhalvor skilda åt av ett nät, som i volleyboll och badminton.
I Berlin den 26 maj 2000 bildades den internationella indiacaorganisationen, International Indiaca Association (IIA) med medlemmar från sex länder, däribland Brasilien. Åt 2023 fanns det sju medlemsländer: Tyskland, Japan, Schweiz, Estland, Sydkorea, Indien och Luxemburg.

## Regler
Indiaca spelas på en plan som är 16 x 6,1 m stor och delad i två delar av ett nät. Nätets höjd varierar mellan 2 och 2,35 meter beroende på spelarnas ålder och kön. Varje lag består av fem spelare och ytterligare maximalt fem avbytare.
Bollen sätts i spel genom en serve där den spelare som står längst bak till höger slår bollen över nätet. Varje lag måste sedan genom maximalt tre beröringar av hand eller underarm slå över bollen på motsatt planhalva utan att bollen berör golvet. När ett lag gör ett misstag, får motståndarlaget en poäng och serven går över. När serven går över till det andra laget byts också servaren i detta lag ut genom att spelarna förflyttar sig ett steg medurs.
Ett set vinns av det lag som först får 25 poäng, med minst två poängs marginal. En match vinns genom att vinna två eller tre set.